# The Great Radio Controversy
Albums de Tesla
Mechanical Resonance
(1986) Psychotic Supper
(1991)
The Great Radio Controversy est le deuxième album de Tesla sorti le 1er février 1989.

## Listes des titres
1. Hang Tough (Hannon, Keith, Luccketta, Skeoch, Wheat) 4:22
2. Lady Luck (Keith, Skeoch, Hannon, Wheat) 3:45
3. Heaven's Trail (No Way Out) (Keith, Skeoch) 4:43
4. Be a Man (Keith, Hannon, Skeoch) 4:29
5. Lazy Days, Crazy Nights (Keith, Skeoch) 4:27
6. Did It for the Money (Keith, Skeoch, Hannon) 4:27
7. Yesterdaze Gone (Keith, Hannon) 3:45
8. Makin' Magic (Keith, Skeoch, Hannon, Wheat) 5:07
9. The Way It Is (Hannon, Keith, Luccketta, Skeoch) 5:08
10. Flight to Nowhere (Keith, Skeoch, Hannon, Wheat) 4:47
11. Love Song (Hannon, Keith) 5:25
12. Paradise (Hannon, Keith, Wheat) 4:59
13. Party's Over (Keith, Hannon, Skeoch) 4:20

## Composition du groupe
- Jeff Keith : Chants
- Franck Hannon : Guitare/Claviers
- Troy Lucketta : Batterie
- Tommy Skeoch : Guitare
- Brian Wheat : Basse

## Crédits
- Enregistré au Bearsville Studios, New York, États-Unis
- Produit et mixé par Steve Thompson et Michael Barbiero
- Conception de l'album par Michael Barbiero
- Mixé au Media Sound, New York City, États-Unis